# Angerona bimacularia
Angerona bimacularia är en fjärilsart som beskrevs av Williams 1947. Angerona bimacularia ingår i släktet Angerona och familjen mätare. Inga underarter finns listade i Catalogue of Life.